# 奥图拉
奥图拉，是西班牙安达卢西亚自治区格拉纳达省的一个市镇。总面积24平方公里，
2001年普查人口總數為4833人，人口密度為每平方公里201人。